# Jan Piskorski (prezydent Zamościa)
Jan Marian Piskorski (ur. 24 czerwca 1934, zm. 24 marca 1993) – polski działacz partyjny i samorządowy, ekonomista, nauczyciel, były I sekretarz Komitetu Miejskiego PZPR w Tomaszowie Lubelskim, w latach 1975–1981 prezydent Zamościa.

## Życiorys
Syn Władysława. Z zawodu nauczyciel. Wstąpił do Polskiej Zjednoczonej Partii Robotniczej, przez 10 lat pełnił funkcję I sekretarza Komitetu Miejskiego PZPR w Tomaszowie Lubelskim. Był także szefem oddziałów Narodowego Banku Polskiego w Tomaszowie Lubelskim i Zamościu. W latach 70. i 80. był wiceprezesem Aeroklubu Ziemi Zamojskiej. Od 1975 do 1981 pełnił funkcję pierwszego prezydenta Zamościa po utworzeniu tej funkcji. Po wprowadzeniu stanu wojennego od 13 grudnia 1981 do 30 listopada 1982 był internowany. Później od 1982 do 1985 zajmował stanowisko prezesa PSS „Robotnik”.
W 1981 wyróżniony jako zasłużony dla miasta Zamościa. Został pochowany na cmentarzu komunalnym w Zamościu.